# Fraubrunnen
Fraubrunnen là một đô thị ở huyện Fraubrunnen ở bang Bern ở Thụy Sĩ. Đô thị này có diện tích 7,7 km², dân số năm tháng 12 năm 2018 là 5106 người.